# Hugo Descat
Hugo Descat, född 16 augusti 1992 i Paris, är en fransk handbollsspelare (vänstersexa). Han spelar för Telekom Veszprém och det franska landslaget.
Vid OS 2020 blev han invald till All-Star Team.

## Utmärkelser
- Riddare av Hederslegionen,  8 september 2021[5]

[Redigera Wikidata]